# Comuna Reutînți, Kroleveț
Reutînți (în ucraineană Реутинці) este o comună în raionul Kroleveț, regiunea Sumî, Ucraina, formată din satele Artiuhove, Boțmaniv, Hrîbanove, Nijînske și Reutînți (reședința).

## Demografie
Componența lingvistică a comunei Reutînți
     Ucraineană (95,42%)
     Rusă (3,48%)
     Alte limbi (0,36%)
Conform recensământului din 2001, majoritatea populației comunei Reutînți era vorbitoare de ucraineană (95,42%), existând în minoritate și vorbitori de rusă (3,48%).